# Bärbel Holtz
Bärbel Holtz (* 1958 in Erfurt) ist eine deutsche Historikerin und Archivarin.

## Leben
Holtz studierte von 1977 bis 1981 Geschichtswissenschaft an der Humboldt-Universität zu Berlin (Diplom-Historikerin 1981). Danach war sie Forschungsstudentin an der Sektion Geschichte/Lehrstuhl zur Geschichte Rußlands und der UdSSR (Günter Rosenfeld). 1985 wurde sie mit der Dissertation Der Kampf der KPdSU(B) zur Durchsetzung der Leninschen Generallinie des sozialistischen Aufbaus in der Wertung gesellschaftlicher Kräfte Deutschlands (Ende 1923 – Ende 1927) zum Dr. phil. promoviert. Von 1984 bis 1993 war sie wissenschaftliche Assistentin bzw. Aspirantin am Lehrstuhl Landesgeschichte Berlin-Brandenburg (Ingo Materna). Außerdem studierte sie postgradual u. a. Archivwissenschaften an der HU Berlin (Facharchivarin 1993).
1994 wurde sie wissenschaftliche Mitarbeiterin im Akademienvorhaben „Protokolle des Preußischen Staatsministeriums 1810/17–1934/38“ der Berlin-Brandenburgischen Akademie der Wissenschaften. 1998 wurde sie Arbeitsstellenleiterin. Seit 2004 ist sie zudem für das Akademienvorhaben „Preußen als Kulturstaat“ verantwortlich. Überdies hat sie seit 2011 einen Lehrauftrag am Lehrstuhl Geschichte Preußens/Alfred Freiherr v. Oppenheim-Stiftungsprofessur (Wolfgang Neugebauer) an der Humboldt-Universität zu Berlin inne.
Holtz ist Mitglied der Preußischen Historischen Kommission (Mitglied des geschäftsführenden Vorstandes), der Arbeitsgemeinschaft zur Geschichte Preußens und der Historischen Kommission zu Berlin. Sie brachte mehrere Editionen heraus.

## Schriften (Auswahl)
- mit Dieter Weigert (Hrsg.): Frei und einig! Porträts aus der Revolution von 1848. [Publikation des Fördervereins Alter Berliner Garnisonsfriedhof e. V.]. Haude und Spener, Berlin 1998, ISBN 3-7759-0423-9.
- als Bearb.: Die Protokolle des Preußischen Staatsministeriums 1817–1934. Band 3: 9. Juni 1840 bis 14. März 1848. Hildesheim/Zürich/New York 2000.
- mit Hartwin Spenkuch (Hrsg.): Preußens Weg in die politische Moderne. Verfassung – Verwaltung – politische Kultur zwischen Reform und Reformblockade (= Berichte und Abhandlungen der Berlin-Brandenburgischen Akademie der Wissenschaften, Sonderband 7). Akademie-Verlag, Berlin 2001, ISBN 3-05-003580-3. Mit einem Beitrag von Reinhold Zilch: Wirtschafts- und sozialpolitische Reformansätze im preußischen Staatsministerium während des Ersten Weltkrieges und die Weimarer Verfassung. Zur Frage der Kontinuität in der Ministerialbürokratie. S. 387–396.
- mit Wolfgang Neugebauer (Hrsg.): Kennen Sie Preußen – wirklich? Das Zentrum „Preußen-Berlin“ stellt sich vor. Im Auftrag der Berlin-Brandenburgischen Akademie der Wissenschaften, Akademie-Verlag, Berlin 2009, ISBN 978-3-05-004655-6.
- mit Wolfgang Neugebauer (Hrsg.): Kulturstaat und Bürgergesellschaft. Preußen, Deutschland und Europa im 19. und frühen 20. Jahrhundert. Im Auftrag der Berlin-Brandenburgischen Akademie der Wissenschaften, Akademie-Verlag, Berlin 2010, ISBN 978-3-05-004616-7.
- (Hrsg.): Krise, Reformen – und Kultur. Preußen vor und nach der Katastrophe von 1806 (= Forschungen zur brandenburgischen und preußischen Geschichte. Beiheft 11). Duncker & Humblot, Berlin 2010, ISBN 978-3-428-13313-0.
- mit Constanze Breuer, Paul Kahl (Hrsg.): Die Musealisierung der Nation. Ein kulturpolitisches Gestaltungsmodell des 19. Jahrhunderts. De Gruyter Oldenbourg, Berlin u. a. 2015, ISBN 978-3-11-036242-8.
- (Hrsg.): Preußens Zensurpraxis von 1819 bis 1849 in Quellen. De Gruyter, Berlin 2015, Auszüge.
- Preußens Pressepolitik zwischen Aufhebung der Zensur und Reichspreßgesetz (1848 bis 1874). De Gruyter, Berlin 2019, Auszüge, Auszüge.